# Kiss Ernő Zsolt
Kiss Ernő Zsolt (Sepsiszentgyörgy, 1984. június 10. – ) magyar színművész, táncművész, énekes.

## Életpályája
1984-ben született az erdélyi Sepsiszentgyörgyön. 15 évesen került Budapestre. 2005-ben diplomázott a Magyar Táncművészeti Főiskola néptánc-színházi tánc szakán. 2005-től a Madách Színházban szerepel, előbb táncosként, majd színészként is.
2011-ben Wolf Kati tánccsapatának tagja volt az Eurovíziós Dalfesztiválon. 2012-ben az RTL Klubon futó X-Faktor című műsorban szerepelt, ahol a legjobb 24 énekes közé jutott. 2014-ben rövid ideig a Barátok közt című sorozatban is szerepelt, ahol Lénárd Zalán karakterét alakította. 2017-től a Jóban Rosszban című sorozat állandó szereplője.
A Trivago internetes szállásfoglaló oldal televíziós reklámjában Mr. Trivago szerepét alakította. 

### Magánélete
Felesége, Nyári Darinka (színésznő), akivel közös lányuk: Zoé. A pest megyei Pomáz lakója.

## Fontosabb színházi szerepei
- Hölgyek-Urak (Közreműködő)
- Claude-Michel Schönberg – Alain Boublil: A Nyomorultak (Szereplő)
- Benny Andersson – Björn Ulvaeus: Mamma Mia! (Sky)
- Szente Vajk – Galambos Attila – Szirtes Tamás – Bolba Tamás: Poligamy (Ensemble)
- A.Lloyd Webber – T.S. Eliot: Macskák (Quaxo)
- Julian Fellowes – Richard Morton Sherman – Robert Bernard Sherman: Mary Poppins (Valentin, Néleusz)
- Tóth Dávid Ágoston – Vizy Márton: Én, József Attila (Járókelő, Proletár, Ensemble)
- Benny Andersson – Björn Ulvaeus – Tim Rice: Sakk (Bíró)
- Tim Rice – A.Lloyd Webber: József És A Színes Szélesvásznú Álomkabát (Dan / Reuben / Potiphar)
- David Yazbek – Robert Horn: Aranyoskám (Max)
- Derzsi György – Meskó Zsolt: A tizenötödik (Görgei Artúr)

## Film- és tévészerepei
- Barátok közt (2014) – Lénárd Zalán / Bardi Árpád
- Jóban Rosszban (2017-2022) – Faragó Alex